# Wartenberg, Berlin
Wartenberg är en stadsdel (tyska: Ortsteil) i Tysklands huvudstad Berlin, belägen i stadens nordöstra utkant i stadsdelsområdet Lichtenberg. Befolkningen uppgick till 2 486 invånare i juni 2016. Den administrativa stadsdelen, Ortsteil Berlin-Wartenberg, omfattar den gamla byn Wartenbergs område, men i dagligt tal används beteckningen Wartenberg även om ett modernare bostadsområde som administrativt tillhör grannstadsdelen Neu-Hohenschönhausen.

## Geografi
Wartenberg ligger i Berlins nordöstra utkant vid stadsgränsen. På andra sidan stadsgränsen, norr om stadsdelen ligger Ahrensfelde i Landkreis Barnim, Brandenburg. I väster, söder och öster gränsar stadsdelen till Berlinstadsdelarna Malchow, Neu-Hohenschönhausen och Falkenberg i stadsdelsområdet Lichtenberg.
Bebyggelsen är blandad och består av såväl kulturminnesmärkta gårdar från den äldre bybebyggelsen som modernare villor och flerfamiljshus av östtysk plattenbautyp från 1980-talet.

## Historia
Byn Wartenberg tros ha grundats omkring 1230 i samband med att tyska bönder och hantverkare bosatte sig i det nygrundade Markgrevskapet Brandenburg. Ortnamnet Wartenberg har möjligen hämtats från nybyggarnas tidigare hemtrakter, och liknande äldre ortnamn finns i Altmark. Den ursprungliga medeltida bykyrkan uppfördes omkring 1250.
Byn omnämns första gången 1270, då en person vid namn Bernhardus de Wardenberge förekommer i markgrevarnas handlingar. 1375 omnämns byn i Karl IV:s landbok som omfattande 53 Hufen (ett landmått motsvarande ungefär en familjs försörjning), varav tre tillkom kyrkoherden och ett kyrkan. Dessutom fanns åtta torp, en bykrog och en fogde.
Fram till mitten av 1400-talet ägdes byns marker av borgare i städerna Berlin och Cölln, bland annat släkterna Blankenfelde och Boytin. Deras konflikt med kurfursten Fredrik II av Brandenburg ledde dock till att byn konfiskerades av kurfursten 1448 och i sin tur förlänades till dennes adliga vasaller, uppdelad på två gods.
Godsen i Wartenberg förvärvades och slogs samman 1783 av Otto von Voss, preussisk politiker och bror till Fredrik Vilhelm II:s älskarinna och sedermera morganatiska hustru Julie von Voss. Ottos äldste son Carl von Voss ärvde sedermera hela egendomen. 1882 köptes egendomen av staden Berlin och markerna användes till en början som del av de omfattande avloppsdräneringsfält som anlades runt den växande storstaden, samtidigt som godset slogs samman med Malchows gods. 1920 införlivades byn Wartenberg och de intilliggande godsdistrikten med Berlins stad genom den administrativa Stor-Berlinreformen.
Området omkring Wartenberg tillhörde de första platser där Röda armén korsade Berlins stadsgräns 1945 under slaget om Berlin. Bykyrkan och andra närbelägna höga byggnader sprängdes av Wehrmacht under slutet av andra världskriget, för att försvåra för Röda armén att rikta sitt artilleri. Den evangeliska församlingens nya kyrka invigdes 2000 i det närbelägna Neu-Hohenschönhausen. Av den gamla bykyrkan återstår en ruin och en klockstapel vid kyrkogården.

## Kommunikationer
Wartenbergs pendeltågsstation ligger på Berliner Aussenring och är ändstation på Berlins pendeltågslinje S75 mot stationerna Lichtenberg och Ostkreuz i östra Berlin. Stationen ligger sedan en ny gränsdragning 2002 utanför stadsdelens administrativa område. Lokalbussförbindelser finns även mot angränsande stadsdelar.